# II Regió Militar
La II Regió Militar, també coneguda com a Capitania General de Sevilla, és una subdivisió històrica del territori espanyol des del punt de vista militar quant a l'assignació de recursos humans i materials amb vista a la defensa.

## Jurisdicció territorial
Originalment comprenia les quatre províncies andaluses occidentals: Sevilla, Còrdova, Huelva i Cadis, encara que també va arribar a incloure's la província de Jaén durant algun temps.
La Regió Militar respon ja a un model de defensa territorial històric lloc que des de 2002 les Forces Armades espanyoles s'organitzen en unitats tàctiques en funció de les comeses i missions assignades.

## Història

### Primers temps
La divisió d'Espanya en Capitanies Generals data de 1705, quan es van ajustar als antics regnes que constituïen la Monarquia Hispànica. Es tractaven de tretze regions: Andalusia, Aragó, Burgos, Canàries, Castella la Vella, Catalunya, Extremadura, Galícia, Costa de Granada, Guipúscoa, Mallorca, Navarra i València. En 1714 es crea la Capitania General de Castella la Nova a partir de la Comissaria General de la Gent de Guerra de Madrid.
En 1898 es va tornar a dividir el territori peninsular en set noves Regions Militars, alhora que es van constituir les Comandàncies Generals de Balears, Canàries, Ceuta i Melilla.
Després de la proclamació de la Segona República en 1931, un decret governamental va dissoldre les regions militars i les va substituir per les Divisions Orgàniques. Al juliol de 1936, exercia la prefectura de la II Divisió Orgànica el general José Fernández de Villa-Abrille Calivara.
L'antiga divisió administrativa va ser restablida el 18 de juliol de 1938, en el context de la Guerra Civil Espanyola i recuperant funcions de la desapareguda II Divisió Orgànica. A més del territori andalús controlat pel Bàndol nacional, també va quedar sota la seva jurisdicció (i amb caràcter provisional) la província de Badajoz. Al juliol de 1939, després de finalitzar la contesa, queden oficialment restablides les regions militars. A la II Regió (oficialment, tot el territori corresponent a Andalusia) s'assigna el II Cos d'Exèrcit amb tres divisions: 21a (Sevilla), 22a (Camp de Gibraltar) i 23a (Granada).
Pel Decret de l'11 de febrer de 1960 el territori de la província de Badajoz va quedar definitivament separada de la I Regió Militar i de nou sota jurisdicció de la II Regió, mentre que la província de Jaén quedava sota jurisdicció de la IX Regió. El 17 d'octubre de 1984 foren suprimides la IX Regió Militar (formada per les províncies d'Almeria, Granada, Jaén i Màlaga) i també la II Regió, per quedar unificades en una nova denominada Regió Militar Sud.